# Eugen Napoleon Neureuther

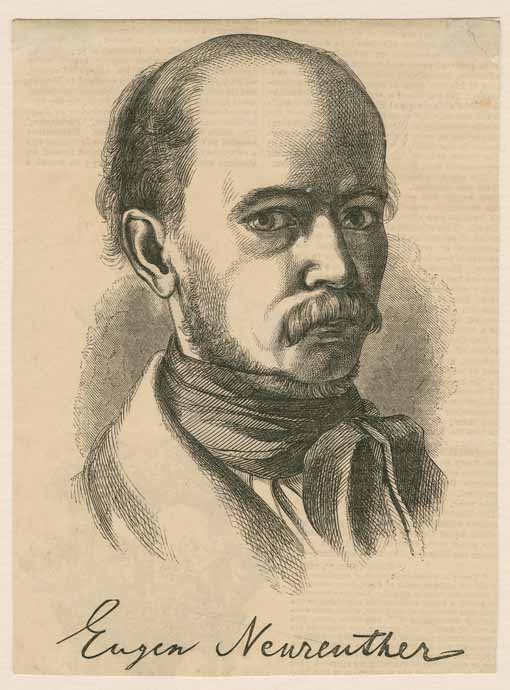
Unbekannt: Bildnis des Malers Eugen Napoleon Neureuther

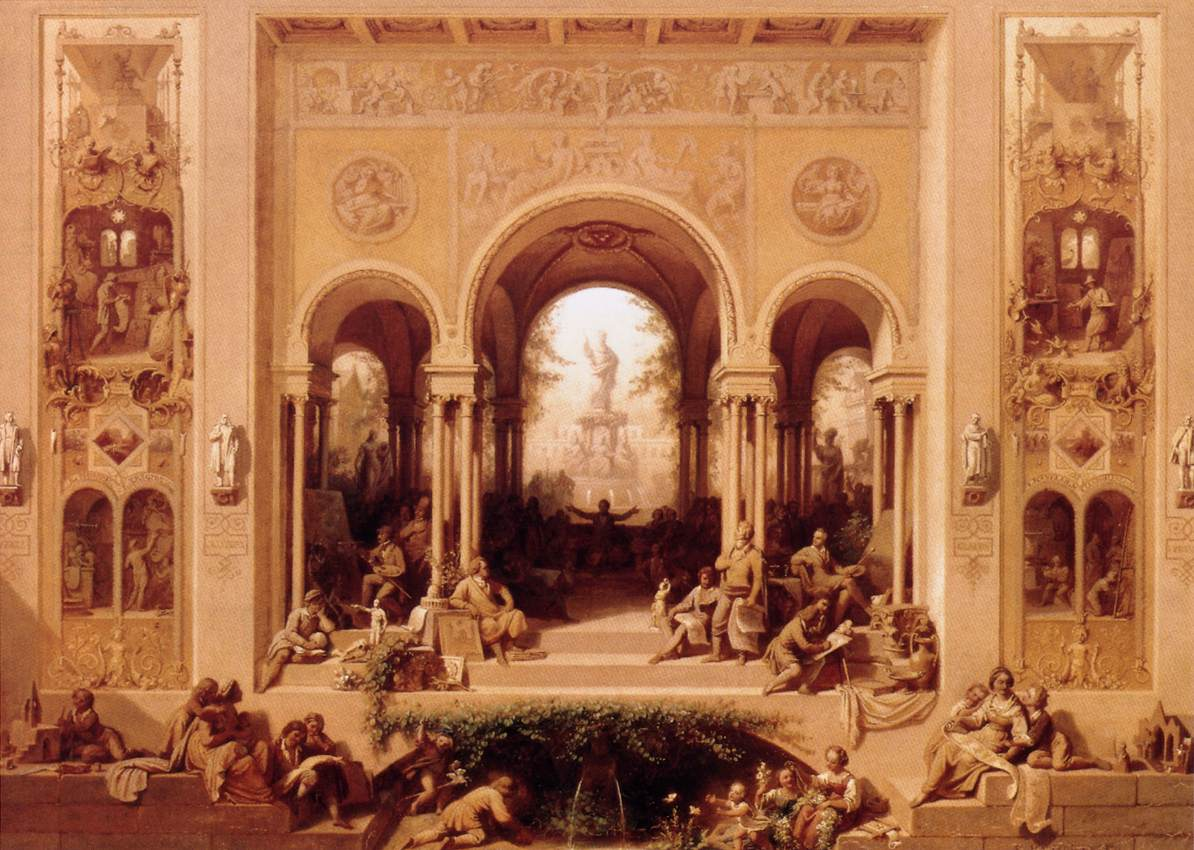
Neureuther: Die Blüte der Kunst in München (1861)

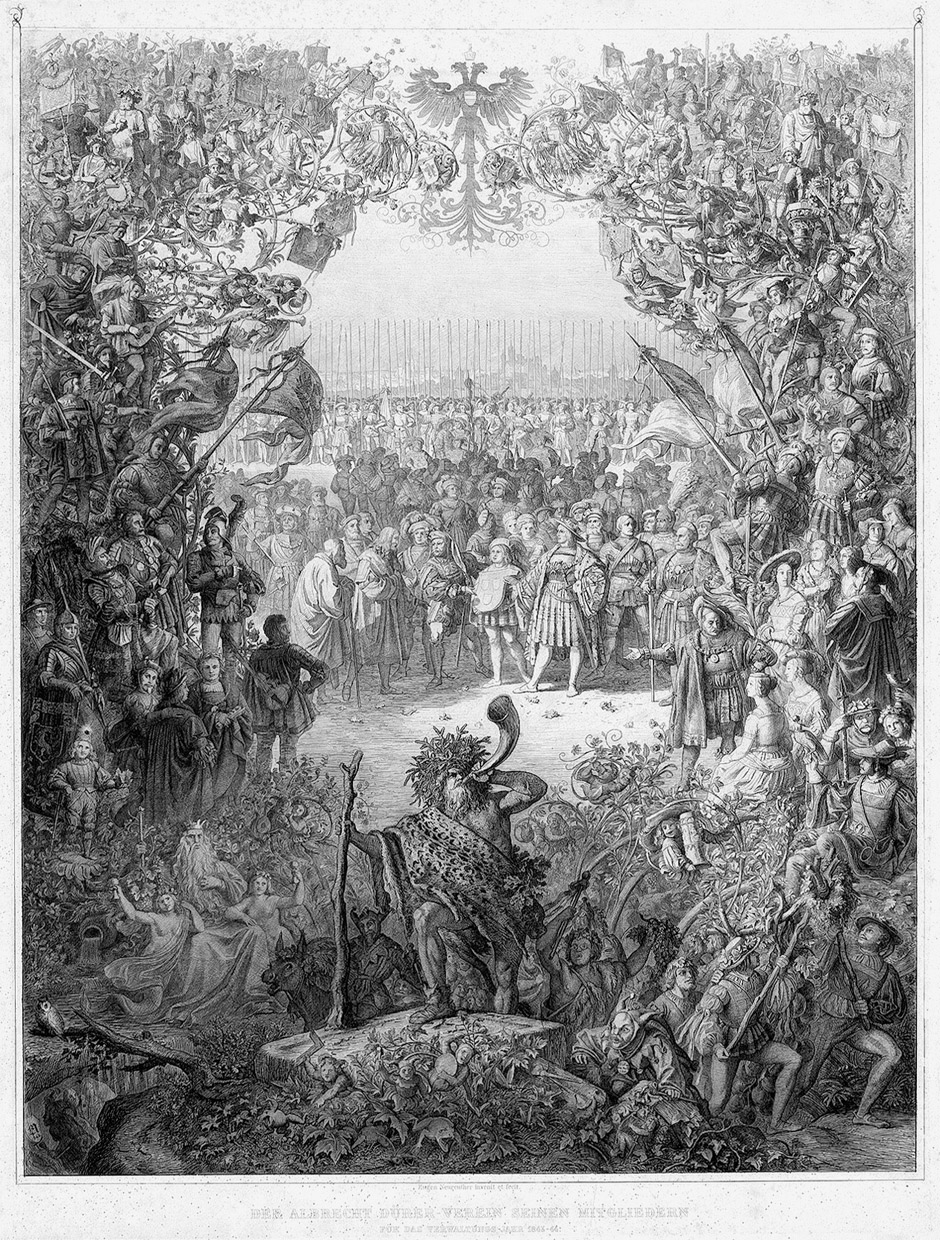
Verleihung des Künstlerwappens an Albrecht Dürer

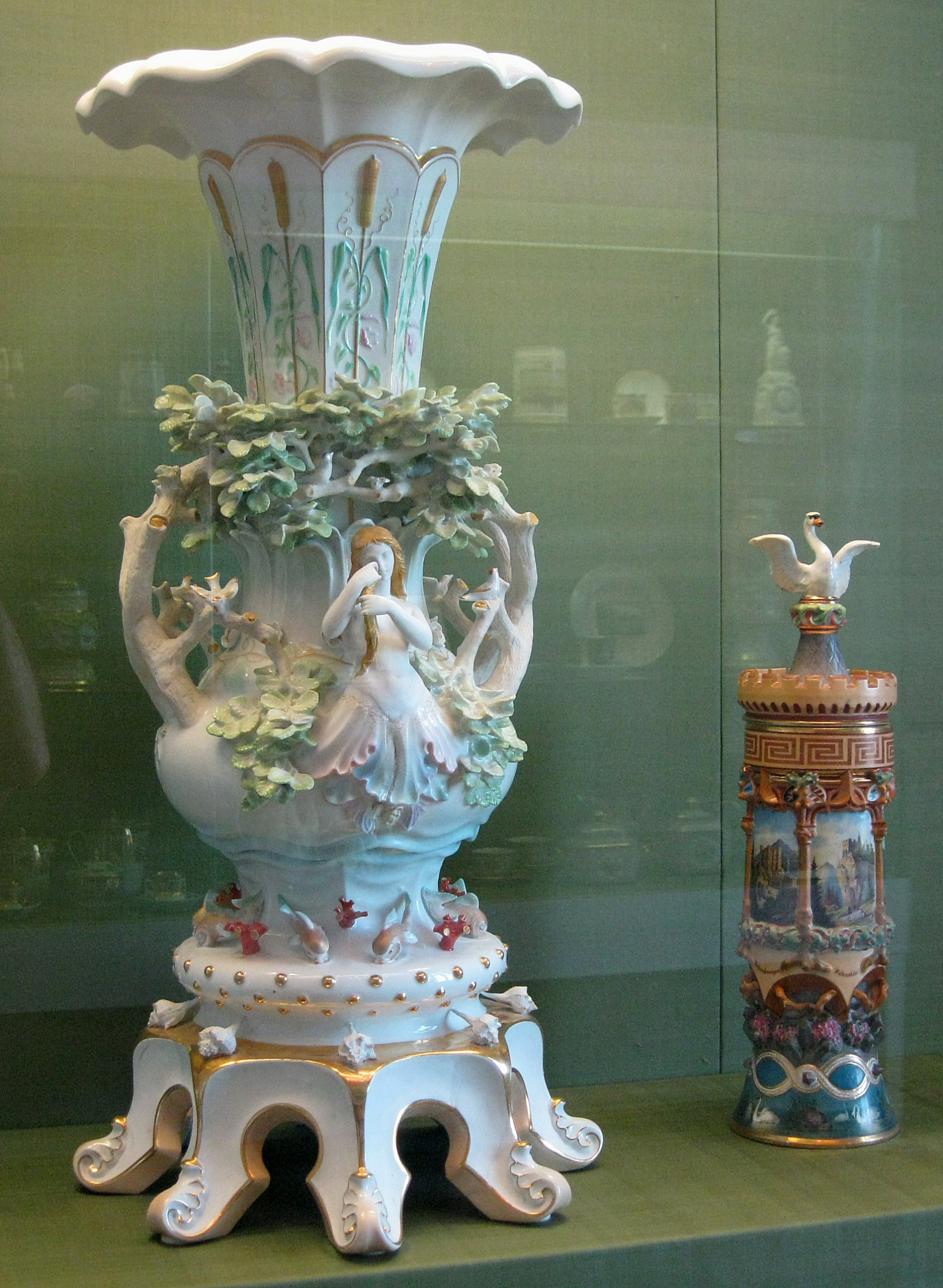
Neureuther: Vase mit Seejungfrauen

Eugen Napoleon Neureuther (* 13. Januar 1806 in München; † 23. März 1882 ebenda) war ein deutscher Maler, Zeichner und Radierer.

## Leben

### Familie
Eugen Neureuther wurde als Sohn des Malers Ludwig Neureuther (1775–1830) geboren. Sein jüngerer Bruder Gottfried Neureuther wurde Architekt. Ludwig Neureuthers direkte Nachfahren sind der Skirennfahrer Christian Neureuther (* 1949) und dessen Kinder Ameli Neureuther (* 1981) und Felix Neureuther (* 1984).

### Leben
Eugen Napoleon Neureuther besuchte ab 1823 die Münchner Akademie, wo er Schüler Wilhelm von Kobells war. 1830 hielt er sich in Paris, 1838 in Rom auf. Peter von Cornelius übertrug ihm Dekorationsarbeiten in der Glyptothek in München. 1848 wurde er Leiter des künstlerischen Teils der königlichen Porzellanmanufaktur Nymphenburg, wo er bis zum Verkauf des Betriebes 1856 blieb. 1868 bis 1877 war er Professor an der königlichen Kunstgewerbeschule.
Eugen Neureuther starb 1882 im Alter von 76 Jahren in München.

## Grabstätte

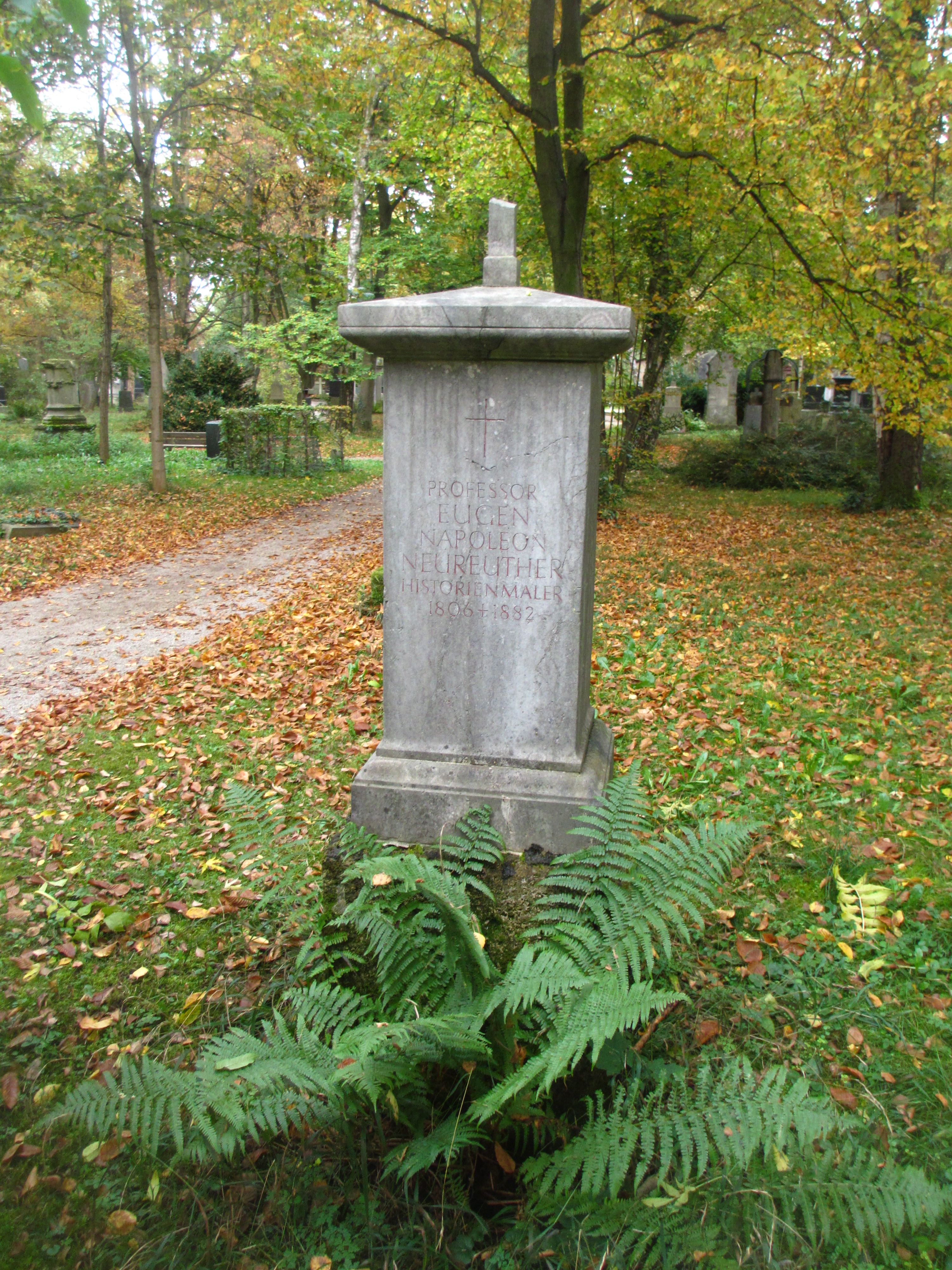
Grab von Eugen Neureuther auf dem Alten Südlichen Friedhof in München

Die Grabstätte von Eugen Neureuther befindet sich auf dem Alten Südlichen Friedhof in München (Gräberfeld 25 – Reihe 8 – Platz 35) Standort.

## Werk (Auswahl)
Neureuther war vornehmlich als Illustrator tätig, schuf Arabesken zu Literatur und Dichtungen. Seinen Ruf begründete er durch Randzeichnungen zu Goethes Balladen und Romanzen. Weiter schuf er dekorative Wandmalereien und trat auch als Maler von Tafelwerken in Erscheinung.

### Illustrationen
nach Erscheinungsjahr geordnet 
- Johann Wolfgang von Goethe: Balladen und Romanzen. Cotta’sche Verlagsbuchhandlung, München 1829/30.
- Souvenir du 27, 28, 29 juillet 1830 = Lithografien, 3 Blätter, Paris 1831.[3]
- Bayerische Gebirgslieder mit Bildern. München 1833.[4]
- Für den Münchener Kunstverein radierte er 1835 Dornröschen nach Grimms Märchen.[5]
- Für die Prachtausgabe von Johann Gottfried Herder: Der Cid, Cotta, Stuttgart 1838, 70 Illustrationen.
- In: Album deutscher Künstler in Originalradirungen. Buddeus, Düsseldorf 1841.[6]
- Franz von Kobell: Lieder in oberbayerischer Mundart. München (nach 1843).[7]
- 1840 stellte den Künstlermaskenzug in Arabeskenform dar, den er 1844 in Stahl radierte.[8]
- Johann Wolfgang von Goethe: Götz von Berlichingen. Ein Schauspiel.[9]
- Eine Folge von Radierungen nach den Fresken Carl Rottmanns in den Arkaden des Münchner Hofgartens.[10]
- Johann Gottfried von Herder: Der Cid. [1805] Nach der Ausgabe von 1859. Mit einem Nachwort von Heiner Höfener. Mit 73 Holzschnitten von Eugen Neureuther. Harenberg, Dormund (= Die bibliophilen Taschenbücher. Band 44).

Ferner illustrierte Neureuther einzelne Gedichte von Goethe, Joseph Christian von Zedlitz’ Waldfräulein und von Nikolaus Becker das Rheinlied.

### Wand- und Ölmalerei
- 1835 malte er im Königsbau Darstellungen aus Christoph Martin Wielands Oberon.[11]
- Ebenfalls 1835 gestaltete er die Wanddekoration des Musikzimmers in der Villa Dessauer[12] zusammen mit Wilhelm von Kaulbach. Kaulbach gestaltete sechs Wandgemälde zu Amor und Psyche, Neureuther die rahmende Dekorationsmalerei.[13]
- Zahlreiche allegorische Sgraffitos am Polytechnikum in München, Dekoration der Decke des Treppenhauses und der Kuppel.[14]

In der Sammlung Schack in München befinden sich Ölbilder von Neureuther.
Neureuther war weiter umfassend im Bereich des Kunstgewerbes tätig.